# 2010年马鞍山城区严重群体暴力事件
2010年马鞍山城区严重群体暴力事件，简称马鞍山611事件，是2010年6月11日下午6时40分发生在中华人民共和国安徽省马鞍山市花山区湖北东路的一起群体性事件。

## 原因
2010年6月11日下午6时40分，安徽马鞍山市花山区旅游局局长汪国庆驾车撞倒一中学生后非但不认错，反而将这名与他发生口角的学生打伤，引发当地居民不满。汪国庆遭到抗议群众拦堵而无法逃离现场，于是只得打电话报警。警车也遭到包围，无法离开现场

## 经过
- 汪国庆拒绝道歉，导致有3,000至4,000名群众聚集，围攻汪国庆的汽车[1]。
- 下午10时30分左右，市委书记郑为文赶到现场喊话，镇压暴乱。同时出动防暴警察[1]。防暴警察却被矿泉水瓶、砖块、西瓜等物砸中[2]，现场混乱不堪，他们被迫发射催泪弹[1]。

## 善后
- 汪国庆当晚被解除职务，并判处五年有期徒刑[1]。
- 当地政府成立领导小组，负责善后工作[2]。